# Philip Astley
Pour les articles homonymes, voir Astley.
Philip Astley (Newcastle-under-Lyme, 8 janvier 1742 - Paris, 20 octobre 1814) est un célèbre écuyer anglais qui fonda au XVIIIe siècle le cirque moderne en donnant une place prépondérante au dressage équestre dans son spectacle.

## Biographie

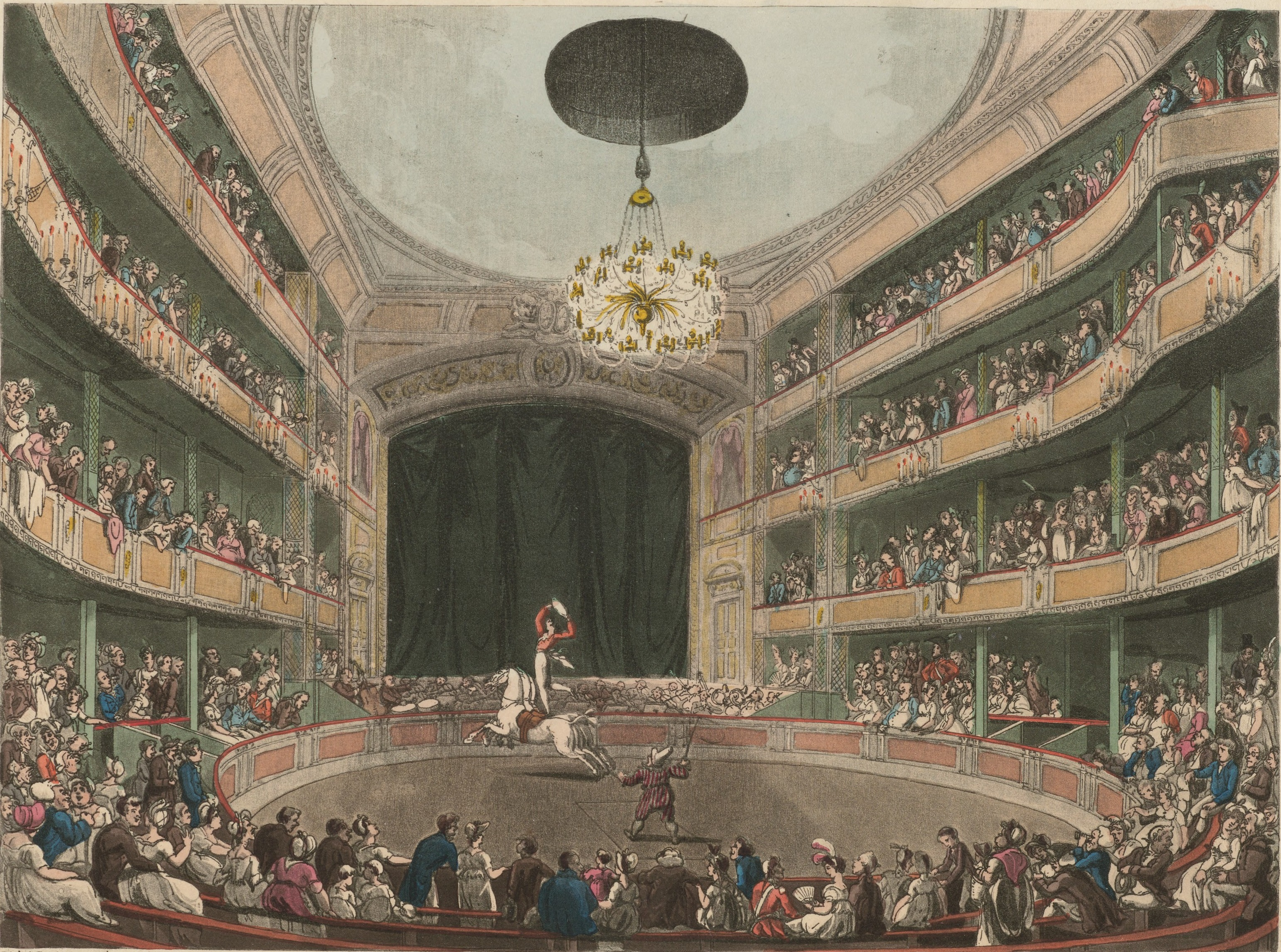
Représentation d'Astley en 1808-1811

Astley, né en 1742 à Newcastle-under-Lyme, est le fils d'un charpentier qui le destine à reprendre son affaire mais l'enfant a surtout la passion des chevaux. Mobilisé comme soldat durant la Guerre de Sept Ans où il se fait remarquer pour sa dextérité physique, il est alors sélectionné par le Comte de Pembroke pour participer à des expérimentations équestres dans les manèges de ce noble qui veut écrire un traité d'équitation. Cette formation lui permet d'intégrer les 15e dragons légers, régiment de cavalerie légère du colonel Eliott.
Démobilisé après la guerre, sans travail, il décide de devenir entrepreneur de spectacle en mettant à profit son expertise équestre à une période où Londres est marquée par la commercialisation des loisirs. Après avoir ouvert à Londres en 1768 un théâtre d'exercices équestres et de jeux d'adresse, la Philip Astley's 'riding school à Lambeth Marsh (en) (périphérie de Londres pour échapper à la juridiction stricte théâtrale, mais il est malgré tout plusieurs fois poursuivi et doit finalement fermer). C'est dans ce théâtre qu'est construite la première piste circulaire pour pouvoir tenir les chevaux depuis le centre, au bout de la chambrière (fouet à long manche utilisé par les dresseurs de chevaux) dont la longueur a déterminé la dimension internationale du diamètre des pistes, 13,50 m. Puis il ouvre l'Astley's Amphitheatre en 1773, son succès étant tel qu'il est invité en France par Louis XV en 1772. Il vient s'établir à Paris en 1774, rue des Vieilles Tuileries, dans le manège de Razade, écuyer du roi de Sardaigne. En avril 1782, il acquiert un vaste terrain à l'entrée du Faubourg du Temple et ouvre, le 16 octobre 1783, l'« Amphithéâtre anglais », une salle ronde comportant deux rangées de loges, éclairées par 2000 bougies et où l'on voyait, durant les mois d'octobre à janvier, des exercices de manège ainsi que des tours surprenants de force et de souplesse tant sérieux que comiques.
Les deux principaux acteurs étaient Astley père, « le plus bel homme d'Europe », et son fils âgé de 17 ans qui « avec des grâces et une vigueur capable d'enchanter le beau sexe », exécutait sur des chevaux courant au grand galop le menuet de Devonshire composé et dansé en 1781 à Londres par le grand Vestris. On y admirait encore le cheval qui rapporte ; le cheval qui s'assied comme un chien ; le combat du tailleur anglais et de son cheval ; un équilibriste sur le fil d'archal, nommé Sanders, un Paillasse d'une agilité merveilleuse, et enfin une petite fille de quarante mois qui touchait du piano-forte. Les places coûtaient 3 livres aux premières loges et 1 livre 10 sol aux secondes et 12 au parterre.

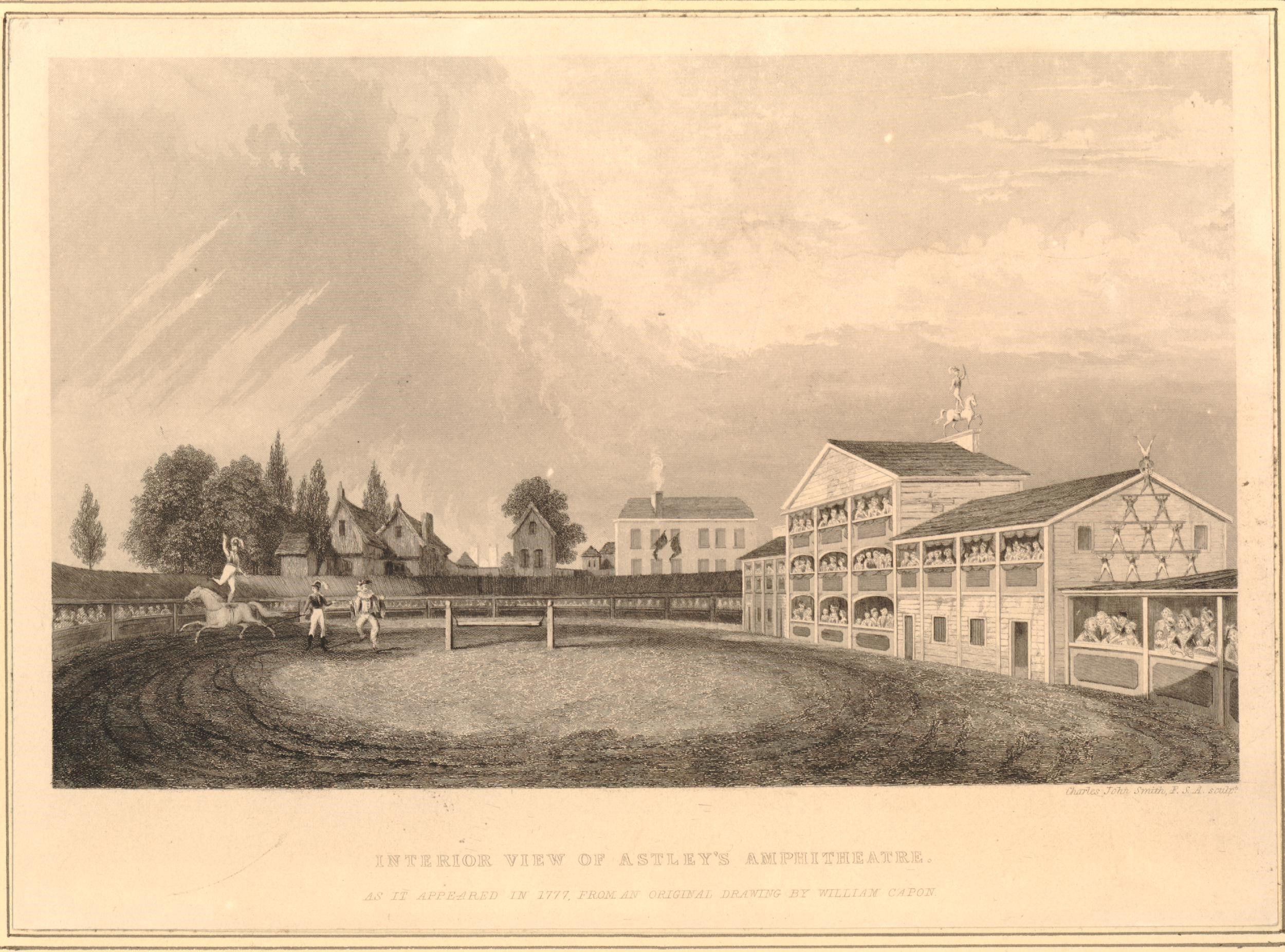
Interior View of Astley's Amphitheatre, 1777 [1840].

L'année suivante, ce manège ferme, rouvre en 1785 pour refermer encore et rouvrir le 29 septembre 1788 avec Astley fils pour directeur. Le 30 novembre suivant, il s'adjoint Franconi père et sa troupe et ils donnent des représentations jusqu'au 3 février 1789.
Il meurt à Paris le 20 octobre 1814 et est enterré au cimetière du Père-Lachaise,.